# ناتسكو هارا
ناتسكو هارا (原 菜摘子) (1 مارس 1989 في طوكيو في اليابان – )؛ هي لاعبة كرة قدم كانت تلعب كلاعب وسط. ولعبت مع منتخب اليابان لكرة القدم للسيدات.

## وصلات خارجية
- ناتسكو هارا على موقع الاتحاد الدولي (مؤرشف)  (الإنجليزية)